# Ocotal Maravillas
Ocotal Maravillas är en ort i Mexiko.   Den ligger i kommunen Villa Corzo och delstaten Chiapas, i den sydöstra delen av landet, 700 km sydost om huvudstaden Mexico City. Ocotal Maravillas ligger 712 meter över havet och antalet invånare är 194.
Terrängen runt Ocotal Maravillas är kuperad norrut, men söderut är den bergig. Ocotal Maravillas ligger nere i en dal. Runt Ocotal Maravillas är det ganska glesbefolkat, med 24 invånare per kvadratkilometer. Närmaste större samhälle är San Pedro Buenavista, 14,2 km nordost om Ocotal Maravillas. I omgivningarna runt Ocotal Maravillas växer huvudsakligen savannskog.